# کوین ویلیس
کوین ویلیس (انگلیسی: Kevin Willis؛ زادهٔ ۶ سپتامبر ۱۹۶۲) بازیکن بسکتبال اهل ایالات متحده آمریکا است. از باشگاه‌هایی که در آن بازی کرده‌است می‌توان به گلدن استیت واریرز، میامی هیت، هیوستون راکتس، آتلانتا هاوکس، دالاس ماوریکس، دنور ناگتس، تورنتو رپترز، و سن آنتونیو اسپرز اشاره کرد.